# Jaime Campomar
Jaime Campomar foi um industrial têxtil e mecenas da ciência na Argentina.
Em 1947 doou uma quantia de dinheiro para que se criasse o Instituto de Pesquisas Bioquímicas e paga o aluguel da casa, na rua Julián Alvaréz - 1719, da cidade de Buenos Aires. Cada mês, Campomar colaborava com 100 mil pesos para que os Instituto continuasse com suas atividades. Morreu em 1956.